# كفرياشيت
كفرياشيت هي إحدى القرى اللبنانية من قرى قضاء زغرتا في محافظة الشمال. وأغلب سكانها هم من المسيحيين المارونيين من كانو يقاتلون في الحروب الصليبية،وعلى رأسها عائلة الخوري الذين كانوا من المناضلون ومن موئسسي دولة لبنان الكبير.تتميز القرية بمتاحفها التراثيه وكنائسها الذي زارها السيد المسيح.كما يوجد فيها أثارت من ايام الفينيقيون. ووجد فيها عظام الديناصورات وقد وضعوا في متحفها.تتميز القرية بمناخها الجميل والحيوانات الشبه منقرضة التي تعيش فيها على رأسها الباندا.وقد وجد فيها العديد من الكنوز المفقودة من ايام الفراعنة.